# بعد يانغ
بعد يانغ (بالإنجليزية: After Yang)‏ هو فيلم دراما خيال علمي أمريكي من بطولة كولين فاريل، جودي تيرنر-سميث وهالي لو ريتشاردسون. صدر الفيلم في الولايات المتحدة في 4 مارس 2022.

## وصلات خارجية
- بعد يانغ على موقع IMDb (الإنجليزية)
- بعد يانغ على موقع ميتاكريتيك (الإنجليزية)
- بعد يانغ على موقع روتن توميتوز (الإنجليزية)
- بعد يانغ على موقع ألو سيني (الفرنسية)
- بعد يانغ على موقع أول موفي (الإنجليزية)
- بعد يانغ على موقع فيلمافينيتي (الإسبانية)
- بعد يانغ على موقع قاعدة بيانات الأفلام السويدية (السويدية)
- بعد يانغ على موقع قاعدة بيانات الفيلم (الإنجليزية)
- بعد يانغ على موقع ليتربوكسد (الإنجليزية)
- بعد يانغ على موقع كينوبويسك (الروسية)